# پلین کاراهان
ویلدان پلین کاراهان (ترکی استانبولی: Vildan Pelin Karahan؛ زادهٔ ۶ اکتبر ۱۹۸۴) بازیگر زن ترک است.

## فعالیت‌ها
او ابتدا با شرکت در تبلیغات‌های تلویزیونی و بعدها با بازی در سریال "Kavak Yelleri" که با اسلی انور همبازی شده بود، در نقش "آصلی زیبک"، خود را به شهرت رساند. او در سال ۲۰۱۲ با بازی در مجموعهٔ تلویزیونی حریم سلطان جایگاه خود در سینما و تلویزیون را تثبیت کرد.
او در سریال رهایی نیز نقش اصلی را داشت.

## زندگی شخصی
کاراهان با یک مربی بدن‌سازی به نام اردینج بکیراوغلو ازدواج کرد. او سال ۲۰۱۳ از بکیراوغلو جداشد و سال ۲۰۱۴ با بدری گونتای ازدواج کرد او دو فرزند از بدری گونتای دارد.